# Reculfoz
Reculfoz ist eine französische Gemeinde mit 41 Einwohnern (Stand: 1. Januar 2022) im Département Doubs in der Region Bourgogne-Franche-Comté.

## Geographie
Reculfoz liegt auf 1016 m über dem Meeresspiegel, etwa 27 Kilometer südwestlich der Stadt Pontarlier (Luftlinie). Das Bauerndorf erstreckt sich im Jura, in der Talmulde der Combes Dernières südlich der Kette der Haute Joux.
Die Fläche des 2,54 km² großen Gemeindegebiets umfasst einen Abschnitt des französischen Juras. Der zentrale Teil des Gebietes wird von der Talsenke der Combes Dernières (1010 m) eingenommen, die in strukturgeologischer Hinsicht eine Synklinale des Faltenjuras bildet. An der tiefsten Stelle unterhalb des Dorfes ist die Talmulde zwar vermoort, weist aber keine oberirdischen Fließgewässer auf, weil das Niederschlagswasser im verkarsteten Untergrund versickert. Diese Talmulde wird im Süden von den Kuppen des Bois de Ban (bis 1080 m) flankiert. Im Norden erstreckt sich das Gemeindeareal bis auf den dicht bewaldeten breiten Kamm der Haute Joux im Bereich der Kuppe des Saint-Sorlin. Hier wird mit 1212 m die höchste Erhebung von Reculfoz erreicht. Das Gemeindegebiet ist Teil des Regionalen Naturparks Haut-Jura (frz.: Parc naturel régional du Haut-Jura).
Nachbargemeinden von Reculfoz sind Cerniébaud im Norden, Les Pontets und Mouthe im Osten, Petite-Chaux im Süden sowie Le Crouzet im Westen.

## Geschichte
Im Mittelalter gehörte Reculfoz zur Herrschaft Mouthe. Zusammen mit der Franche-Comté gelangte das Dorf mit dem Frieden von Nimwegen 1678 an Frankreich. Heute ist Reculfoz Mitglied des Gemeindeverbandes Lacs et Montagnes du Haut-Doubs.

## Sehenswürdigkeiten

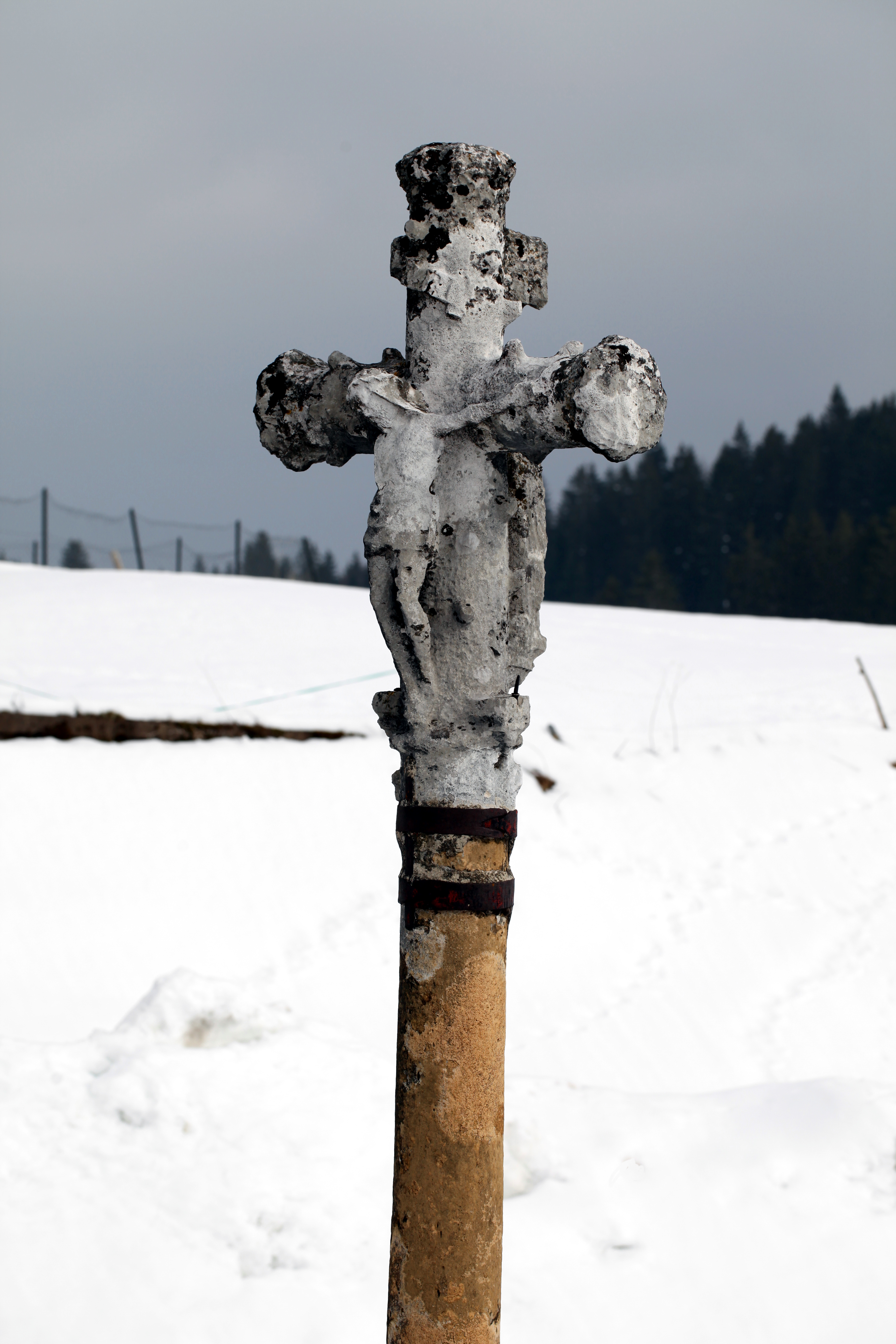
Monumentalkreuz in Reculfoz

Das Dorf besitzt keine Kirche, jedoch ein steinernes Kreuz, das 1741 errichtet wurde.

## Bevölkerung
| Jahr                       | 1962 | 1968 | 1975 | 1982 | 1990 | 1999 | 2006 | 2016 |
| Einwohner                  | 38   | 37   | 29   | 27   | 40   | 40   | 49   | 41   |
| Quellen: Cassini und INSEE |      |      |      |      |      |      |      |      |

Mit 41 Einwohnern (1. Januar 2022) gehört Reculfoz zu den kleinsten Gemeinden des Départements Doubs. Nachdem die Einwohnerzahl in der ersten Hälfte des 20. Jahrhunderts abgenommen hatte (1886 wurden noch 59 Personen gezählt), wurde seit Beginn der 1980er Jahre wieder ein leichtes Bevölkerungswachstum verzeichnet.

## Wirtschaft und Infrastruktur
Reculfoz war bis weit ins 20. Jahrhundert hinein ein vorwiegend durch die Landwirtschaft, insbesondere Milchwirtschaft und Viehzucht, sowie durch die Forstwirtschaft geprägtes Dorf. Noch heute leben die Bewohner zur Hauptsache von der Tätigkeit im ersten Sektor. Außerhalb des primären Sektors gibt es keine Arbeitsplätze im Dorf. Einige Erwerbstätige sind auch Wegpendler, die in den umliegenden größeren Ortschaften ihrer Arbeit nachgehen.
Die Ortschaft liegt abseits der größeren Durchgangsstraßen an einer Departementsstraße, die von Chaux-Neuve nach Remoray-Boujeons führt.